# Fußball-Club Gelsenkirchen-Schalke 04 1964-1965
Questa voce raccoglie le informazioni riguardanti il Fußball-Club Gelsenkirchen-Schalke 04 nelle competizioni ufficiali della stagione 1964-1965.

## Stagione
Nella stagione 1964-1965 lo Schalke, allenato da Fritz Langner, concluse il campionato di Bundesliga al 16º posto. In Coppa di Germania lo Schalke fu eliminato in semifinale dall'Alemannia Aquisgrana.

## Rosa
| N. |                     | Ruolo | Calciatore          |
| -- | ------------------- | ----- | ------------------- |
|    | Germania (bandiera) | P     | Josef Broden        |
|    | Germania (bandiera) | P     | Horst Mühlmann      |
|    | Ungheria (bandiera) | P     | Gyula Tóth          |
|    | Germania (bandiera) | D     | Hans-Jürgen Becher  |
|    | Germania (bandiera) | D     | Heinz Crawatzo      |
|    | Germania (bandiera) | D     | Siegfried Grams     |
|    | Germania (bandiera) | D     | Uwe Kleina          |
|    | Germania (bandiera) | D     | Hans Nowak          |
|    | Germania (bandiera) | D     | Egon Rama           |
|    | Germania (bandiera) | D     | Friedel Rausch      |
|    | Germania (bandiera) | D     | Willi Schulz        |
|    | Germania (bandiera) | D     | Klaus Senger        |
|    | Germania (bandiera) | C     | Karl-Heinz Bechmann |

| N. |                     | Ruolo | Calciatore         |
| -- | ------------------- | ----- | ------------------ |
|    | Germania (bandiera) | C     | Manfred Berz       |
|    | Germania (bandiera) | C     | Günter Herrmann    |
|    | Germania (bandiera) | C     | Egon Horst         |
|    | Germania (bandiera) | C     | Günter Karnhof     |
|    | Germania (bandiera) | A     | Waldemar Gerhardt  |
|    | Germania (bandiera) | A     | Werner Grau        |
|    | Germania (bandiera) | A     | Harald Klose       |
|    | Germania (bandiera) | A     | Erwin Kolbe        |
|    | Germania (bandiera) | A     | Willi Koslowski    |
|    | Germania (bandiera) | A     | Manfred Kreuz      |
|    | Germania (bandiera) | A     | Hans-Georg Lambert |
|    | Germania (bandiera) | A     | Stan Libuda        |

## Organigramma societario
Area tecnica
- Allenatore: Fritz Langner
- Allenatore in seconda:
- Preparatore dei portieri:
- Preparatori atletici:

## Calciomercato

### Sessione estiva
| Acquisti | Acquisti        | Acquisti              | Acquisti |
| R.       | Nome            | da                    | Modalità |
| -------- | --------------- | --------------------- | -------- |
| D        | Heinz Crawatzo  | Borussia M'gladbach   |          |
| D        | Siegfried Grams | 1. FC Mönchengladbach |          |
| A        | Erwin Kolbe     | Schalke 04 U19        |          |
| D        | Egon Rama       | Schalke 04 II         |          |
| D        | Klaus Senger    | Schalke 04 U19        |          |
| P        | Gyula Tóth      | Greuther Fürth        |          |

| Cessioni | Cessioni        | Cessioni     | Cessioni |
| R.       | Nome            | a            | Modalità |
| -------- | --------------- | ------------ | -------- |
| A        | Klaus Matischak | Werder Brema |          |

## Risultati

### Bundesliga

#### Girone di andata
| Arbitro: | Sturm |

|                       |           |                      |
| Huberts 54’ Höfer 70’ | Marcatori | 19’ Horst 33’ Libuda |

| Arbitro: | Zimmermann |

|            |           |                 |
| Schulz 80’ | Marcatori | 72’ Cieslarczyk |

| Arbitro: | Seekamp |

|                                         |           |  |
| Richter 4’ Leydecker 12’ Kapitulski 42’ | Marcatori |  |

| Arbitro: | Fischer |

|  |           |                                |
|  | Marcatori | 42’ Hosung 51’ Ulsaß 83’ Brase |

| Arbitro: | Spiewak |

|                         |           |                            |
| Wild 25’, 82’ Greif 68’ | Marcatori | 34’ Koslowski 89’ Crawatzo |

| Arbitro: | Niemeyer |

|                     |           |                                                             |
| Grau 57’ Libuda 89’ | Marcatori | 10’ Schmidt 11’, 36’ Brungs 20’, 23’ Konietzka 32’ Emmerich |

| Arbitro: | Mathieu |

|                      |           |               |
| Menne 59’ Höller 61’ | Marcatori | 35’ Koslowski |

| Arbitro: | Kreitlein |

|                             |           |  |
| Nowak 34’, 43’ Herrmann 57’ | Marcatori |  |

| Arbitro: | Tschenscher |

|              |           |  |
| Mülhausen 7’ | Marcatori |  |

| Arbitro: | Schulenburg |

|              |           |          |
| Herrmann 58’ | Marcatori | 4’ Kuntz |

| Arbitro: | Deuschel |

|                     |           |                               |
| Soya 17’ Schütz 50’ | Marcatori | 42’ (rig.) Herrmann 46’ Kreuz |

| Arbitro: | Handwerker |

|                        |           |                                     |
| Gerhardt 25’ Kreuz 54’ | Marcatori | 10’ Schäfer 35’ Overath 60’ Thielen |

| Arbitro: | Sturm |

|                    |           |                         |
| Koslowski 34’, 49’ | Marcatori | 41’ Grosser 75’ Steiner |

| Arbitro: | Spiewak |

|                               |           |          |
| Nolden 58’ (rig.), 67’ (rig.) | Marcatori | 15’ Grau |

| Arbitro: | Jacobi |

|                                |           |            |
| Koslowski 8’, 72’ Gerhardt 44’ | Marcatori | 64’ Seeler |

#### Girone di ritorno
| Arbitro: | Schulenburg |

|              |           |           |
| Gerhardt 50’ | Marcatori | 51’ Stein |

| Arbitro: | Regely |

|               |           |                               |
| Madl 31’, 73’ | Marcatori | 22’ (aut.) Marx 60’ Koslowski |

| Arbitro: | Kreitlein |

|           |           |  |
| Nowak 55’ | Marcatori |  |

| Arbitro: | Fritz |

|              |           |                        |
| Krafczyk 10’ | Marcatori | 8’ Gerhardt 85’ Libuda |

| Arbitro: | Regely |

|              |           |                                            |
| Gerhardt 31’ | Marcatori | 37’ (rig.), 63’ (rig.) Reisch 71’ Albrecht |

| Arbitro: | Tschenscher |

|                                                   |           |  |
| Straschitz 1’, 27’ (rig.) Wosab 36’ Konietzka 38’ | Marcatori |  |

| Arbitro: | Sturm |

|                            |           |                     |
| Gerhardt 23’, 66’ Grau 86’ | Marcatori | 75’ (rig.) Hoffmann |

| Arbitro: | Schulenburg |

|                                  |           |           |
| Rehhagel 42’ (rig.) Krampitz 66’ | Marcatori | 84’ Kreuz |

| Arbitro: | Fischer |

|                                        |           |                        |
| Steinwedel 11’ (aut.) Kreuz 40’ (rig.) | Marcatori | 30’ Bandura 65’ Heiser |

| Arbitro: | Tschenscher |

|                              |           |                       |
| Glod 9’ Kuntz 70’ Heiden 88’ | Marcatori | 4’ Kreuz 78’ Gerhardt |

| Arbitro: | Mathieu |

|              |           |  |
| Crawatzo 11’ | Marcatori |  |

| Arbitro: | Jacobi |

|                         |           |              |
| Schäfer 25’ Thielen 72’ | Marcatori | 77’ Bechmann |

| Arbitro: | Fritz |

|                                  |           |            |
| Grosser 3’, 57’ Brunnenmeier 85’ | Marcatori | 73’ Schulz |

| Arbitro: | Schulenburg |

|              |           |                          |
| Gerhardt 58’ | Marcatori | 34’ Tagliari 47’ Schmidt |

| Arbitro: | Handwerker |

|                            |           |                                  |
| Giesemann 16’ Peltonen 82’ | Marcatori | 13’, 50’ Gerhardt 66’, 81’ Klose |

### Coppa di Germania
| Arbitro: | Conrad |

|                                                 |           |                                                                    |
| Haseneder 6’, 11’, 101’, 103’ Sieber 37’ (rig.) | Marcatori | 28’, 80’, 91’ Koslowski 33’, 118’ Nowak 92’ Herrmann 107’ Gerhardt |

| Arbitro: | Gusenburger |

|            |           |                          |
| Stinka 36’ | Marcatori | 7’ Herrmann 56’ Gerhardt |

| Arbitro: | Ott |

|                                             |           |                                   |
| Kreuz 14’ (rig.) Gerhardt 53’ Grau 66’, 89’ | Marcatori | 62’ Böhringer 78’ (rig.) Hoffmann |

| Arbitro: | Sparing |

|                                            |           |                                         |
| Breuer 28’, 100’ Nacken 60’ Martinelli 66’ | Marcatori | 27’ Gerhardt 47’ Koslowski 52’ Bechmann |

## Statistiche

### Statistiche di squadra
| Competizione      | Punti | In casa | In casa | In casa | In casa | In casa | In casa | In trasferta | In trasferta | In trasferta | In trasferta | In trasferta | In trasferta | Totale | Totale | Totale | Totale | Totale | Totale | DR  |
| Competizione      | Punti | G       | V       | N       | P       | Gf      | Gs      | G            | V            | N            | P            | Gf           | Gs           | G      | V      | N      | P      | Gf     | Gs     | DR  |
| ----------------- | ----- | ------- | ------- | ------- | ------- | ------- | ------- | ------------ | ------------ | ------------ | ------------ | ------------ | ------------ | ------ | ------ | ------ | ------ | ------ | ------ | --- |
| Bundesliga        | 22    | 15      | 5       | 5       | 5       | 24      | 26      | 15           | 2            | 3            | 10           | 21           | 34           | 30     | 7      | 8      | 15     | 45     | 60     | -15 |
| Coppa di Germania | -     | 1       | 1       | 0       | 0       | 4       | 2       | 3            | 2            | 0            | 1            | 12           | 10           | 4      | 3      | 0      | 1      | 16     | 12     | +4  |
| Totale            | 22    | 16      | 6       | 5       | 5       | 28      | 28      | 18           | 4            | 3            | 11           | 33           | 44           | 34     | 10     | 8      | 16     | 61     | 72     | -11 |

### Andamento in campionato
| Giornata  | 1 | 2 | 3  | 4  | 5  | 6  | 7  | 8  | 9  | 10 | 11 | 12 | 13 | 14 | 15 | 16 | 17 | 18 | 19 | 20 | 21 | 22 | 23 | 24 | 25 | 26 | 27 | 28 | 29 | 30 |
| --------- | - | - | -- | -- | -- | -- | -- | -- | -- | -- | -- | -- | -- | -- | -- | -- | -- | -- | -- | -- | -- | -- | -- | -- | -- | -- | -- | -- | -- | -- |
| Luogo     | T | C | T  | C  | T  | C  | T  | C  | T  | C  | T  | C  | C  | T  | C  | C  | T  | C  | T  | C  | T  | C  | T  | C  | T  | C  | T  | T  | C  | T  |
| Risultato | N | N | P  | P  | P  | P  | P  | V  | P  | N  | N  | P  | N  | P  | V  | N  | N  | V  | V  | P  | P  | V  | P  | N  | P  | V  | P  | P  | P  | V  |
| Posizione | 6 | 8 | 14 | 16 | 16 | 16 | 16 | 16 | 16 | 16 | 16 | 16 | 16 | 16 | 16 | 16 | 16 | 15 | 14 | 15 | 16 | 15 | 16 | 16 | 15 | 15 | 15 | 15 | 16 | 16 |

Legenda:

Luogo: C = Casa; T = Trasferta. Risultato: V = Vittoria; N = Pareggio; P = Sconfitta.

### Statistiche dei giocatori
| Giocatore    | Bundesliga | Bundesliga | Bundesliga  | Bundesliga | Coppa di Germania | Coppa di Germania | Coppa di Germania | Coppa di Germania | Totale   | Totale | Totale      | Totale     |
| Giocatore    | Presenze   | Reti       | Ammonizioni | Espulsioni | Presenze          | Reti              | Ammonizioni       | Espulsioni        | Presenze | Reti   | Ammonizioni | Espulsioni |
| ------------ | ---------- | ---------- | ----------- | ---------- | ----------------- | ----------------- | ----------------- | ----------------- | -------- | ------ | ----------- | ---------- |
| H. Becher    | 16         | 0          | 0           | 0          | 2                 | 0                 | 0                 | 0                 | 18       | 0      | 0           | 0          |
| K. Bechmann  | 19         | 1          | 0           | 0          | 2                 | 1                 | 0                 | 0                 | 21       | 2      | 0           | 0          |
| M. Berz      | 6          | 0          | 0           | 0          | 1                 | 0                 | 0                 | 0                 | 7        | 0      | 0           | 0          |
| J. Broden    | 0          | 0          | 0           | 0          | 0                 | 0                 | 0                 | 0                 | 0        | 0      | 0           | 0          |
| H. Crawatzo  | 27         | 2          | 0           | 0          | 2                 | 0                 | 0                 | 0                 | 29       | 2      | 0           | 0          |
| W. Gerhardt  | 22         | 11         | 0           | 0          | 4                 | 4                 | 0                 | 0                 | 26       | 15     | 0           | 0          |
| S. Grams     | 0          | 0          | 0           | 0          | 0                 | 0                 | 0                 | 0                 | 0        | 0      | 0           | 0          |
| W. Grau      | 5          | 3          | 0           | 0          | 1                 | 2                 | 0                 | 0                 | 6        | 5      | 0           | 0          |
| G. Herrmann  | 28         | 3          | 0           | 0          | 3                 | 2                 | 0                 | 0                 | 31       | 5      | 0           | 0          |
| E. Horst     | 10         | 1          | 0           | 0          | 0                 | 0                 | 0                 | 0                 | 10       | 1      | 0           | 0          |
| G. Karnhof   | 24         | 0          | 0           | 0          | 3                 | 0                 | 0                 | 0                 | 27       | 0      | 0           | 0          |
| U. Kleina    | 2          | 0          | 0           | 0          | 0                 | 0                 | 0                 | 0                 | 2        | 0      | 0           | 0          |
| H. Klose     | 2          | 2          | 0           | 0          | 0                 | 0                 | 0                 | 0                 | 2        | 2      | 0           | 0          |
| E. Kolbe     | 0          | 0          | 0           | 0          | 0                 | 0                 | 0                 | 0                 | 0        | 0      | 0           | 0          |
| W. Koslowski | 16         | 7          | 0           | 1          | 4                 | 4                 | 0                 | 0                 | 20       | 11     | 0           | 1          |
| M. Kreuz     | 25         | 5          | 0           | 0          | 4                 | 1                 | 0                 | 0                 | 29       | 6      | 0           | 0          |
| H. Lambert   | 0          | 0          | 0           | 0          | 0                 | 0                 | 0                 | 0                 | 0        | 0      | 0           | 0          |
| S. Libuda    | 24         | 3          | 0           | 0          | 3                 | 0                 | 0                 | 0                 | 27       | 3      | 0           | 0          |
| H. Mühlmann  | 9          | 0          | 0           | 0          | 0                 | 0                 | 0                 | 0                 | 9        | 0      | 0           | 0          |
| H. Nowak     | 25         | 3          | 0           | 0          | 3                 | 2                 | 0                 | 0                 | 28       | 5      | 0           | 0          |
| E. Rama      | 0          | 0          | 0           | 0          | 0                 | 0                 | 0                 | 0                 | 0        | 0      | 0           | 0          |
| F. Rausch    | 22         | 0          | 0           | 0          | 4                 | 0                 | 0                 | 0                 | 26       | 0      | 0           | 0          |
| W. Schulz    | 27         | 2          | 0           | 0          | 4                 | 0                 | 0                 | 0                 | 31       | 2      | 0           | 0          |
| K. Senger    | 0          | 0          | 0           | 0          | 0                 | 0                 | 0                 | 0                 | 0        | 0      | 0           | 0          |
| G. Tóth      | 21         | 0          | 0           | 0          | 4                 | 0                 | 0                 | 0                 | 25       | 0      | 0           | 0          |